# 西村博之 (插畫家)
西村博之（日语：／ Nishimura Hiroyuki，1963年—），日本男性動畫師、人物設計師、動畫導演、插畫家。出身於長野縣。

## 來歷
西村博之從筑波大學畢業後，加入亞細亞堂，累積了動畫和原畫的經驗。在那裡5年後，他成為自由工作者。1992年下半年，他與動畫導演本鄉滿、JUNGLE GYM出身的動畫師高倉佳彥共同成立女神工作室，但2007年西村離開了該公司，工作室只剩下本鄉和高倉兩人。
2005年起，他在所有與插畫相關的作品中始終使用或河村 昂保這個名字。
他與電子掲示板「2channel」的第一任管理員西村博之同名同姓，是另外一個人。

## 參加作品

### 電視動畫
1979年
- 哆啦A夢 (1979年版)（—2005年，原畫）

1987年
- 超能力魔美（—1989年，原畫）

1988年
- 小松君 (1988年版)（—1989年，原畫）

1989年
- 亂馬½ (1989年版)（原畫）
- 大耳鼠（—1991年，作畫監督）

1990年
- 海底兩萬哩（—1991年，原畫）

1992年
- 蠟筆小新（1992年—，分鏡、作畫監督、原畫）

1993年
- 奇蹟☆女孩（分鏡）

1996年
- 浪客劍心 (1996年版)（—1998年，分鏡）

1998年
- 星方武俠Outlaw Star（日语：星方武侠アウトロースター）（原畫）

1999年
- 徽章戰士（—2000年，分鏡、原畫）

2000年
- 女神候補生（分鏡）

2001年
- 妙妙魔法屋（—2003年，分鏡）

2003年
- 狼雨（分鏡）
- GAD GUARD（分鏡）

2004年
- 瑪莉亞的凝望（原畫）
- 次元艦隊（—2005年，分鏡、原畫）

2005年
- IGPX（—2006年，編劇、分鏡、設定協力）

2006年
- 櫻蘭高校男公關部（OP原畫）

2007年
- 帝托拉傳奇（—2008年，人物設定、總作畫監督、分鏡、作畫監督、原畫、OP&ED[注 1]作畫監督）

2008年
- RD 潛腦調查室（OP原畫、分鏡）
- 海馬（原畫）

2009年
- 黑神 The Animation（人物設定、總作畫監督、分鏡、作畫監督、原畫）
- 閃電十一人（第3期OP原畫）

2010年
- SD鋼彈三國傳 Brave Battle Warriors（分鏡）

2011年
- 紙箱戰機（人物設定、總作畫監督、作畫監督）

2012年
- 紙箱戰機W（人物設定、總作畫監督）

2013年
- 紙箱戰機WARS（人物設定）

2021年
- 緋紅結繫（導演、人物設定、分鏡、演出、作畫監督）

### 電影動畫
1988年
- 哆啦A夢：大雄的西遊記（動畫）

1990年
- 哆啦A夢：大雄與惑星之謎（原畫）

1992年
- 21衛門：前往宇宙一路順風！（機械設定、原畫）

1993年
- 哆啦美：哈囉小恐龍（原畫）
- 蠟筆小新：動感超人VS高衩魔王（原畫）

1994年
- 蠟筆小新：不理不理王國的秘寶（設定工作、原畫）

1995年
- 蠟筆小新：雲黑齋的野心（原畫）

1996年
- 蠟筆小新：搞怪遊樂園大冒險（原畫）
- 劇場版 X（原畫）

1997年
- 哆啦A夢七小子：怪盜哆啦邦謎樣的挑戰書（原畫）
- 蠟筆小新：黑暗珠珠大追擊（原畫）

1999年
- 哆啦A夢：大雄的宇宙漂流記（原畫）
- 蠟筆小新：爆發！溫泉激烈大決戰（原畫）
- 史萊姆冒險記 ～大海，耶～（原畫）

2001年
- 櫻花大戰 活動寫真（日语：サクラ大戦 活動写真）（編劇、分鏡、特效）

2002年
- 帕盧姆之樹（原畫）

2004年
- MIND GAME（日语：マインド・ゲーム）（原畫）

2005年
- 劇場版 鋼之鍊金術師：森巴拉的征服者（原畫）

2007年
- 異邦人 無皇刃譚（原畫）

2008年
- 蠟筆小新：風起雲湧的金矛勇者（原畫）
- 劇場版 神奇寶貝：騎拉帝納與冰空的花束 潔咪（原畫）

2010年
- 劇場版 Fate/stay night UNLIMITED BLADE WORKS（總作畫監督補佐）
- 劇場版 神奇寶貝：幻影的霸者 索羅亞克（分鏡）
- Colorful 多彩奇幻之旅（原畫）

2012年
- 劇場版 閃電十一人GO VS 紙箱戰機W（人物設定（共同））

2017年
- 機動戰士鋼彈 THE ORIGIN 激戰 魯姆會戰（總作畫監督）

2019年
- 劇場版 城市獵人：新宿PRIVATE EYES（配角設定[注 2]）

### OVA
1990年
- 暗黑神話（原畫）

1992年
- 伊蘇 天空的神殿 ～亞特鲁·克里斯汀的冒險～（—1993年，人物設定、作畫監督）

1994年
- 逮捕令（—1995年，原畫）

1995年
- 秘境探險法姆&伊莉（日语：秘境探検ファム&イーリー）（分鏡、演出、佈局、作畫監督、原畫）
- 神秘的世界（原畫）
- 怪醫黑傑克（原畫）

1996年
- 魔靈公主（—1998年，監督・脚本・絵コンテ・演出・作画監督・原画）
- 鬥神傳（日语：闘神伝）（原畫）

2002年
- 浪客劍心 星霜篇（原畫）
- 魔法之星愛美「雲光」（作畫監督[注 3]）

2003年
- 超時空要塞Zero（原畫）

2010年
- DARKER THAN BLACK -黑之契約者- 外傳（分鏡）

### 遊戲
1991年
- 啵咕物語（日语：ぽっぷるメイル）（插圖、PC88&SFC版封面原畫）

1999年
- 狂野歷險 2nd Ignition（日语：ワイルドアームズ セカンドイグニッション）（動畫影片原畫）

2000年
- 永遠的伊蘇II（插圖）
- LARENTIA ～熱情之都～（人物設定、原畫）※18禁。
- 永恆傳奇（動畫部分導演、分鏡、演出）

2002年
- 命運傳奇2（動畫部分導演、分鏡）
- SURVEILLANCE 監視者（日语：サーヴィランス 監視者）（動畫影片導演、設定協力、特效協力、作畫監督協力）

2005年
- 遺跡傳奇（動畫部分原畫）

2006年
- 心靈傳奇（OP動畫原畫）

年份不詳
- Mio Cid ～鍊金術之劍～（人物設定、原畫）※18禁。

### 其它
- 怪獸家族（1999年，原畫）
- GURPS Runal（日语：ガープス・ルナル）（插畫）
- Runal Saga（日语：ルナル・サーガ）（插畫）
- CALAMITY NIGHT（插畫）
- 私立霧舍學園推理白書系列（日语：私立霧舎学園ミステリ白書シリーズ）（插畫）
- X戰警 JAPAN ORIGINAL NOVELS（插畫）
- 光之騎士傳說系列 1～3

## 腳註

## 相關項目
- 女神工作室（日语：めがてんスタジオ）
- 亞細亞堂
- 日本動畫師列表（日语：アニメ関係者一覧）

## 外部連結
- WESTVILL GRAPHICS （日語）—西村博之的官方個人網站。